# Domenico Giuli
Domenico Giuli (Lorenzana, 8 agosto 1818 – Lorenzana, 17 giugno 1892) è stato un politico italiano.
Fu senatore del Regno d'Italia nella XIII legislatura.